# Parasiopsis arcuata
Parasiopsis arcuata là một loài bướm đêm trong họ Erebidae.